# Friedrich Deneken

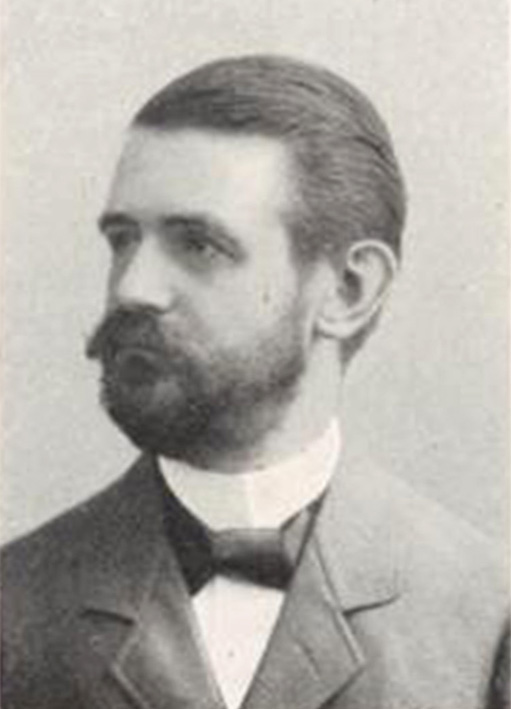
Friedrich Deneken, Delegierter der Internationalen Kunstausstellung im Kunstpalast, Düsseldorf 1904

Friedrich Deneken (* 15. März 1857 in Hadersleben; † 1927) war ein deutscher Kunsthistoriker.

## Leben
Friedrich Deneken studierte ab 1876 in Berlin und Bonn Klassische Archäologie und Philologie und wurde 1881 in Berlin bei Ernst Curtius mit einer Arbeit zu den Theoxenien promoviert. Anschließend wandte er sich der Kunstgeschichte zu, arbeitete am Museum für Kunst und Gewerbe in Hamburg und war von 1897 bis 30. September 1922 der erste Direktor des neu gegründeten Kaiser-Wilhelm-Museums in Krefeld. Hier baute er eine Sammlung damals moderner Kunst auf, des Jugendstils, des Art Nouveau und des Impressionismus. Auch engagierte er sich im Sinne der Reformbewegung für die Zusammenarbeit der lokalen Industrie und des Handwerks.
Deneken schlug 1898 Henry van de Velde vor, für die erste Kundgebung zugunsten einer Reform der Frauenkleidung, eine Kollektion von neuen Entwürfen für ‘seine’ Krefelder Fabrikanten zu zeichnen. Anlässlich einer Ausstellung wurde die Sammlung von van de Veldes Entwürfen zusammen mit den Kleidern, die er für seine Frau gezeichnet hatte, öffentlich gezeigt. Für Deneken arbeiteten weitere Künstler und Designer wie Peter Behrens, Otto Eckmann und Joseph Maria Olbrich. Er gehörte zu den Mitbegründern des Deutschen Werkbundes. In Krefeld leitete er die Ortsgruppe des DWB und setzte sich für die Gründung der Handwerker- und Kunstgewerbeschule Krefeld ein, an die 1904 Johan Thorn Prikker als Lehrer berufen wurde.

## Veröffentlichungen (Auswahl)
- De Theoxeniis. Berlin 1881 (= Dissertation, Digitalisat).
- Japanische Motive für Flächenverzierung. Ein Formenschatz für das Kunstgewerbe. Julius Becker, Berlin 1896. (Digitalisat)
- Linie und Form. Krefeld 1904.
- Führer durch die niederländisch-indische Kunst-Ausstellung im Kaiser-Wilhelm-Museum zu Krefeld 1906. Krefeld 1906.
- Die Sammlung niederrheinischer Tonarbeiten. Krefeld 1914.
- Die Erwerbungen aus der nachgelassenen Sammlung Adolf von Beckeraths. Krefeld 1916.
- Die Sammlung japanischer Farbenholzschnitte. Krefeld 1922.